# Lysandra kankonis
Lysandra kankonis är en fjärilsart som beskrevs av Matsumura 1926. Lysandra kankonis ingår i släktet Lysandra och familjen juvelvingar. Inga underarter finns listade i Catalogue of Life.